# Maranathakerk (Nijmegen)
De Maranathakerk is een protestants kerkgebouw in Nijmegen in de wijk Hazenkamp.

## Gebouw
De architect Wout Ingwersen heeft zich laten inspireren door het ontwerp van Notre Dame du Haut door Le Corbusier en heeft diverse kerken in Nederland in deze stijl ontworpen. De bouw van de kerk werd voltooid in 1963.
In maart 2020 besloot de Protestantse Gemeente Nijmegen om na protesten niet de Maranathakerk te verkopen maar in plaats daarvan de Petruskerk.

## Kerkgemeente
Oorspronkelijk was deze kerkgemeente van Gereformeerde signatuur, maar tijdens het Samen op Weg-proces overgegaan in PKN.